# Purun
Purun is een bestuurslaag in het regentschap Muara Enim van de provincie Zuid-Sumatra, Indonesië. Purun telt 3746 inwoners (volkstelling 2010).